# Scutovertex neonominatus
Scutovertex neonominatus är en kvalsterart som beskrevs av Subías 2004. Scutovertex neonominatus ingår i släktet Scutovertex och familjen Scutoverticidae. Inga underarter finns listade i Catalogue of Life.